# Kościół Wniebowzięcia Najświętszej Maryi Panny w Milówce
Kościół Wniebowzięcia Najświętszej Maryi Panny – rzymskokatolicki kościół parafialny należący do dekanatu Milówka diecezji bielsko-żywieckiej.

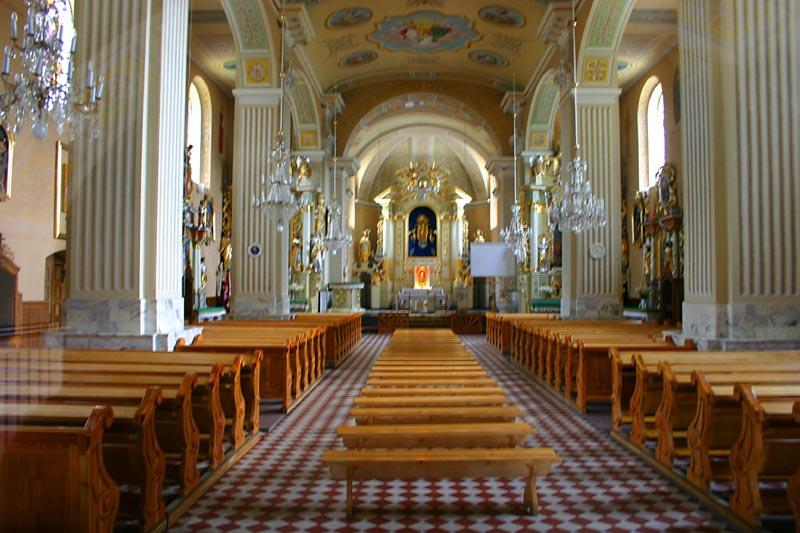
Wnętrze kościoła

Pierwszy kościół w Milówce, drewniany, ufundowała w 1628 r. ówczesna właścicielka dóbr żywieckich królowa Konstancja, żona Zygmunta III Wazy. Kościół został wzniesiony w 1630 r. i poświęcony przez biskupa krakowskiego Marcina Szyszkowskiego. Żywiecki wójt Andrzej Komoniecki w swej Chronografii podał miejsce budowy kościoła: Rola zaś, na której kościół milowski zbudowany jest, ma w sobie szerokości zagonów numero 80, a w długości jako insi poddani trzymają. A ta rola nazwana Witoszowska, między rolami Szymona Szczotki i Walentego Waligóry. Do nowej parafii oprócz Milówki należały wsie: Cisiec, Kamesznica, Nieledwia, Rajcza z Całujowem, Rycerka, Sól i Szare. Ze wszystkich wsi (wraz z pańskim folwarkiem w Węgierskiej Górce) wyznaczono na rzecz księdza milowskiego roczną opłatę w łącznej wysokości 178 złotych i 15 groszy, a ...rolnikom cisieckim i milowskim naznaczono oddawać po wiertelu owsa.
W 1642 r. Szymon Szczotka z żoną Anną ufundowali do świątyni wielki dzwon ...gdzie tam jeszcze żadnego dzwonu nie było, tylko sygnans na kościele. W 1644 r. parafię włączono do nowo powstałego dekanatu żywieckiego. W 1663 r. zawieszono na wieży drugi dzwon, a w następnym roku niejaki Adam Mikołajczyk z Ciśca w podzięce za uratowanie z wód wezbranej Skawy ufundował do kościoła ołtarz św. Anny. 26 lipca 1697 r. uroczyście wprowadzono do kościoła Bractwo Świętej Anny, a kilku mieszkańców Żywiecczyzny ufundowało kosztowne sukienki i korony do obrazu św. Anny.
Budowa obecnego, murowanego kościoła została rozpoczęta w 1834 roku i ukończona w 1839 roku. Świątynia została wzniesiona w stylu tzw. nadwiślańskim. W dniu 25 lipca 1847 roku kościół został uroczyście poświęcony. Budowę nowej świątyni prowadzili dwaj proboszczowie: ksiądz Wojciech Krokowski i ksiądz Marcin Pająk. Budowa była wspomagana przez wójtów: Szymona Jurasza z Żabnicy, Jana Dziedzica z Ciśca, Jana Zawadę z Kamesznicy, Marcina Boraka z Szarego, Jana Witosa z Nieledwi oraz wójtów Kazimierza Tyca i Jana Zarzeckiego z Milówki. Świątynia została konsekrowana w dniu 17 lipca 1860 roku. Uroczystości przewodniczył biskup tarnowski Józef Alojzy Pukalski z towarzyszeniem księdza infułata Franciszka Ślusarczyka – dziekana z Żywca i milowskiego proboszcza księdza Franciszka Tureczki. Nowo wybudowana świątynia w późniejszych latach została wyposażona w ołtarze i została ozdobiona polichromią, szczególnie w latach 1890-1895 dzięki staraniom księdza Tomasza Ciszka. W 1904 roku na ścianach świątyni zostały umieszczone stacje Drogi Krzyżowej, wyrzeźbione w drewnie przez milowskiego artystę Jana Śleziaka. W 1942 roku kościół został wyposażony w instalację elektryczną. W 1954 roku do wszystkich okien zostały kupione witraże. Na Wielki Jubileusz 2000-lecia chrześcijaństwa, który przypadł w czasie pontyfikatu papieża Jana Pawła II, świątynia została odnowiona.